# Ciopan
Ciopan – wieś sołecka w Polsce położona w województwie mazowieckim, w powiecie mińskim, w gminie Stanisławów.
W latach 1975–1998 miejscowość administracyjnie należała do województwa siedleckiego.
Miejscowość leży 30 km na wschód od Warszawy. Ziemie należą do V i VI klasy.
Od 2000 roku Stowarzyszenie Kultury i Edukacji, powstałe w 1992 roku, ma swoją bazę terenową w Ciopanie dla swoich uczniów i nauczycieli.
W latach 1896–97 - Budowa nadnarwiańskiej linii kolejowej Tłuszcz - Pilawa. W Kątach Ciopan zlokalizowano przystanek "Stanisławów".
Wierni Kościoła rzymskokatolickiego należą do parafii św. Katarzyny w Pustelniku.